# ペニメピサイクリン
ペニメピサイクリン（英：Penimepicycline（INN））（別名：メピサイクリンペニシリン酸塩）は抗生物質である 。 テトラサイクリン系抗生物質であるピパサイクリン（メピサイクリン）のフェノキシメチルペニシリン酸塩である。